# Vitry-la-Ville
Pour les articles homonymes, voir Vitry.
Vitry-la-Ville est une commune française, située dans le département de la Marne en région Grand Est.

## Géographie

### Localisation
Vitry-la-Ville se trouve au centre/sud-est du département de la Marne, en région Grand Est. La commune appartient à la région agricole de la vallée de la Marne.
La commune de Vitry-la-Ville s'étend sur une superficie de 924 hectares, de l'ancienne voie romaine de Châlons à Bar-sur-Aube, qui traverse la Champagne crayeuse au sud-ouest, jusqu'à la vallée de la Marne au nord-est. Elle regroupe le village de Vitry-la-Ville, à proximité de la Guenelle au nord-est, et le hameau de Vouciennes, au nord-ouest. Sur son territoire, l'altitude varie de 86 à 163 mètres. Son point culminant se trouve au sud-ouest de la commune.
Par la route, Vitry-la-Ville se situe à 18 km de Châlons-en-Champagne, préfecture de la Marne, à 18 km de Vitry-le-François, et à 6 km de Saint-Germain-la-Ville, siège de la communauté de communes de la Moivre à la Coole dont Vitry-la-Ville fait partie. La commune fait en outre partie du bassin de vie de Châlons-en-Champagne.
Vitry-la-Ville est limitrophe de 4 communes :
| Togny-aux-Bœufs |                | Pogny              |
|                 | Vitry-la-Ville |                    |
| Faux-Vésigneul  |                | Cheppes-la-Prairie |

### Hydrographie
La commune est dans la région hydrographique « la Seine de sa source au confluent de l'Oise (exclu) » au sein du bassin Seine-Normandie. Elle est drainée par la Guenelle, le canal 03 de l'Ajau et divers autres petits cours d'eau,.
La Guenelle, d'une longueur de 30 km, prend sa source dans la commune de Glannes et se jette dans la Marne à Mairy-sur-Marne, après avoir traversé onze communes. 

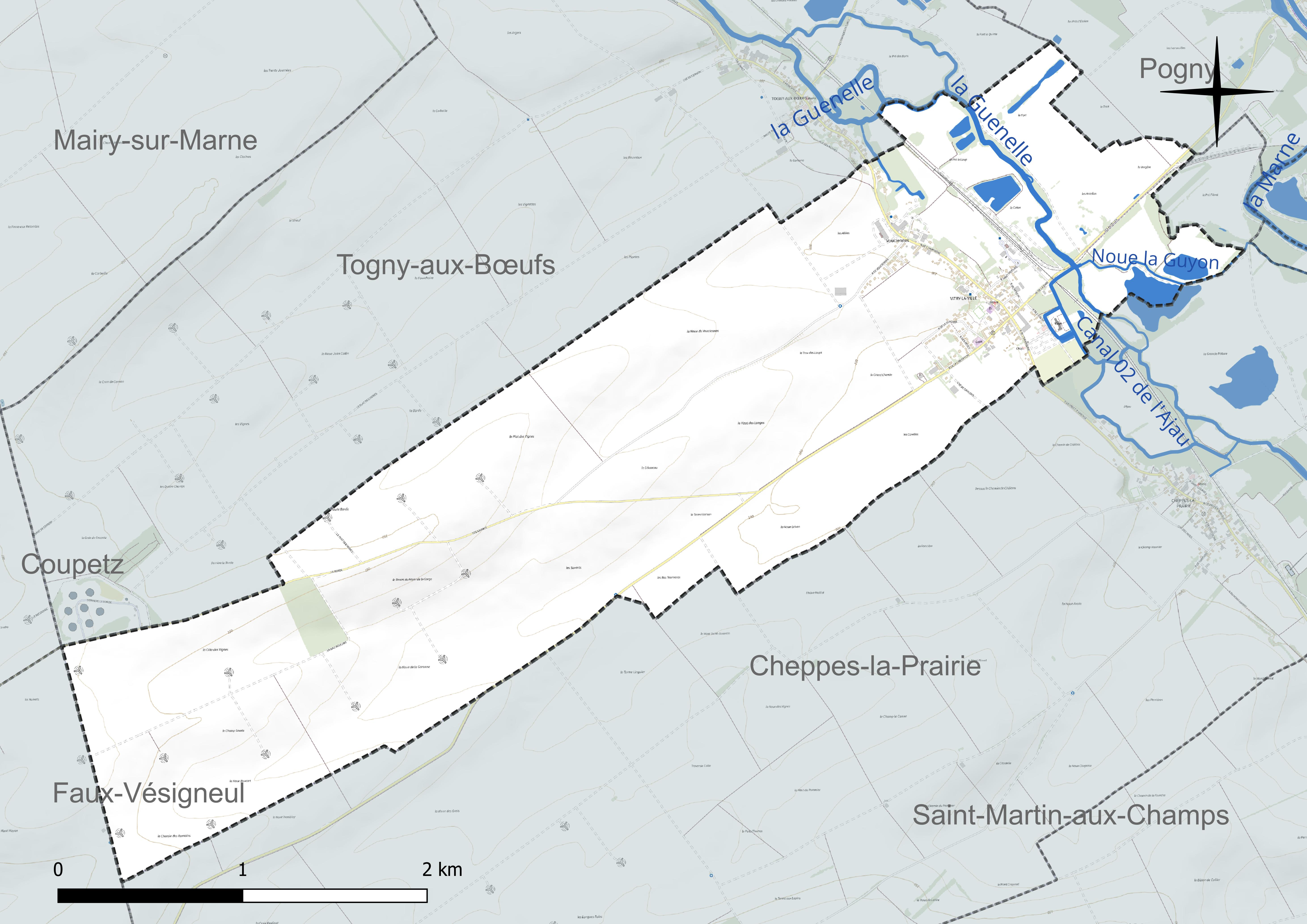
Réseau hydrographique de Vitry-la-Ville.

### Climat
Pour des articles plus généraux, voir Climat du Grand Est et Climat de la Marne.
En 2010, le climat de la commune est de type climat océanique dégradé des plaines du Centre et du Nord, selon une étude du Centre national de la recherche scientifique s'appuyant sur une série de données couvrant la période 1971-2000. En 2020, Météo-France publie une typologie des climats de la France métropolitaine dans laquelle la commune est exposée à un climat océanique altéré et est dans la région climatique  Nord-est du bassin Parisien, caractérisée par un ensoleillement médiocre, une pluviométrie moyenne régulièrement répartie au cours de l’année et un hiver froid (3 °C). 
Pour la période 1971-2000, la température annuelle moyenne est de 10,6 °C, avec une amplitude thermique annuelle de 16,2 °C. Le cumul annuel moyen de précipitations est de 690 mm, avec 11,9 jours de précipitations en janvier et 8,3 jours en juillet. Pour la période 1991-2020, la température moyenne annuelle observée sur la station météorologique de Météo-France la plus proche, « Vatry-aéro », sur la commune de Vatry à 16 km à vol d'oiseau, est de 11,0 °C et le cumul annuel moyen de précipitations est de 654,9 mm. 
La température maximale relevée sur cette station est de 41,1 °C, atteinte le 25 juillet 2019 ; la température minimale est de −15,3 °C, atteinte le 1er janvier 1997,,. 
Les paramètres climatiques de la commune ont été estimés pour le milieu du siècle (2041-2070) selon différents scénarios d'émission de gaz à effet de serre à partir des nouvelles projections climatiques de référence DRIAS-2020. Ils sont consultables sur un site dédié publié par Météo-France en novembre 2022.

### Milieux naturels et biodiversité
L'Inventaire national du patrimoine naturel (INPN) recense 348 espèces sur le territoire de la commune, dont 63 espèces protégées et 28 espèces menacées.
Le nord-est de la commune fait partie de la zone naturelle d'intérêt écologique, faunistique et floristique (ZNIEFF) de type II de la « vallée de la Marne de Vitry-le-François à Épernay », qui s'étend sur plus de 13 000 hectares entre ceux deux villes. La ZNIEFF constitue une mosaïque de milieux naturels riches en faune et en flore : rivières, noues et bras morts, plans d'eau de gravières, ormaies-frênaies inondables, chênaies pédonculées-frênaies mésophiles, prairies inondables, friches humides, magnocariçaies, roselières, cultures et peupleraies.
La ZNIEFF de type I « noues et cours de la Marne, forêts, prairies et autres milieux », comprise dans la ZNIEFF de type II de la vallée de la Marne précitée, déborde par ailleurs légèrement sur le territoire de Vitry-la-Ville.

## Urbanisme

### Typologie
Au 1er janvier 2024, Vitry-la-Ville est catégorisée commune rurale à habitat dispersé, selon la nouvelle grille communale de densité à sept niveaux définie par l'Insee en 2022.
Elle est située hors unité urbaine. Par ailleurs la commune fait partie de l'aire d'attraction de Châlons-en-Champagne, dont elle est une commune de la couronne,. Cette aire, qui regroupe 97 communes, est catégorisée dans les aires de 50 000 à moins de 200 000 habitants,.

### Occupation des sols
L'occupation des sols de la commune, telle qu'elle ressort de la base de données européenne d’occupation biophysique des sols Corine Land Cover (CLC), est marquée par l'importance des territoires agricoles (94,3 % en 2018), en diminution par rapport à 1990 (96,3 %). La répartition détaillée en 2018 est la suivante : 
terres arables (91,1 %), zones urbanisées (5,6 %), prairies (3,2 %), zones industrielles ou commerciales et réseaux de communication (0,1 %). L'évolution de l’occupation des sols de la commune et de ses infrastructures peut être observée sur les différentes représentations cartographiques du territoire : la carte de Cassini (XVIIIe siècle), la carte d'état-major (1820-1866) et les cartes ou photos aériennes de l'IGN pour la période actuelle (1950 à aujourd'hui).

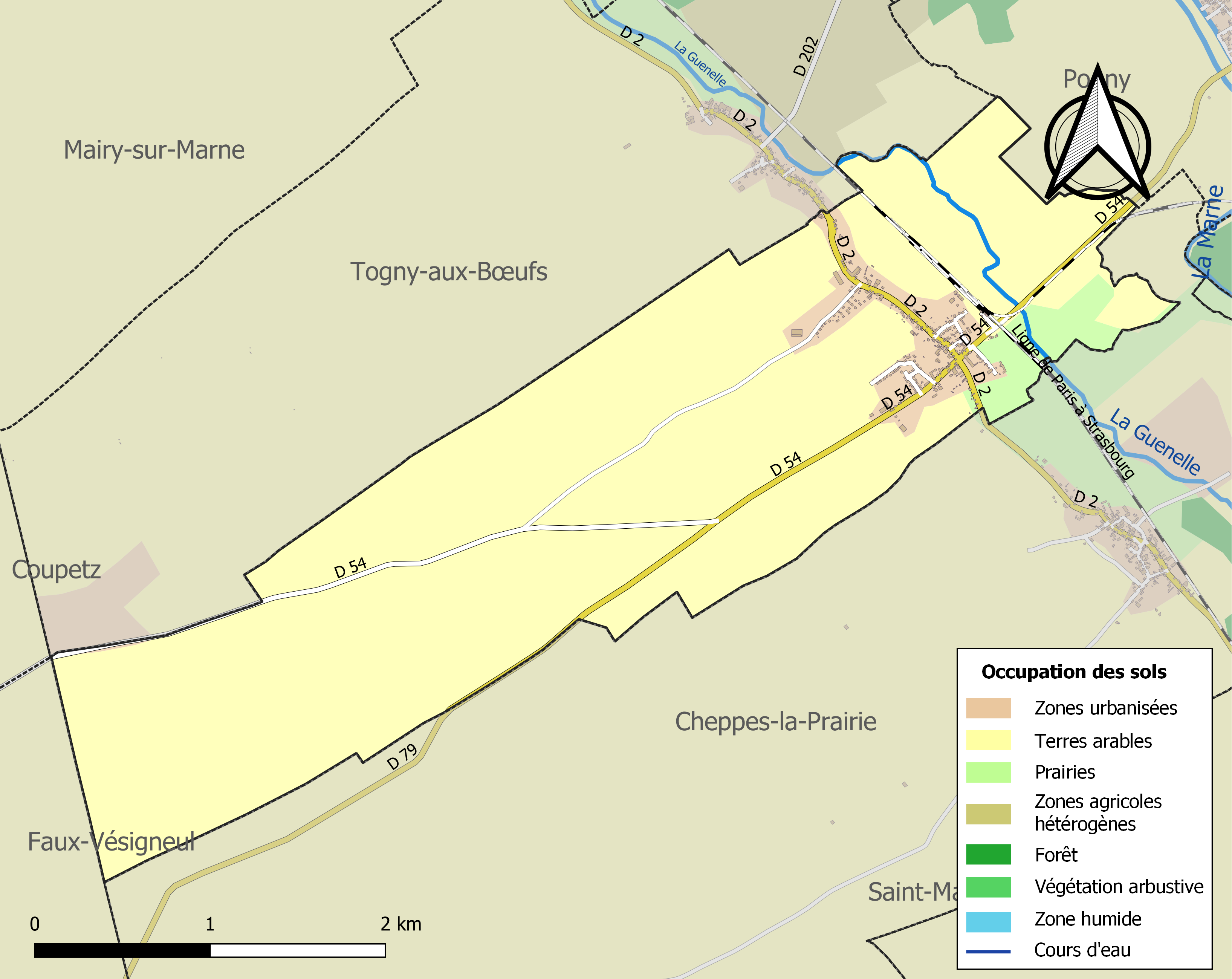
Carte des infrastructures et de l'occupation des sols de la commune en 2018 (CLC).

### Voies de communication et transport
La route départementale 2 entre Châlons-en-Champagne et Vitry-le-François traverse le village, qui s'étend principalement le long de cet axe. La départementale 54 relie la commune à Pogny et Coupetz, tandis que la départementale 79 part en direction de Fontaine-sur-Coole (Faux-Vésigneul) et Sommesous.

## Toponymie
Auguste Longnon, dans son Dictionnaire topographique du département de la Marne, donne l'évolution toponymique suivante :  Altare de Vetereii Villa (1094) ; Vitriacum Villa (1284) ; Vitreivilla (1213) ; Vitri (vers 1222) ; Villa de Vitri (1248) ; Vitery-la-Ville (1264) ; Vitré-la-Ville (1284) ; Vitrevilla (1289) ; Witervilla (1320) ; Victriacum villa (1405) ; Vitri-la-Ville (1457) ; Victry-la-Ville (1478) ; Victry-la-Ville en Champaigne (1515).

## Histoire
Au XVIIIe siècle, François Jean-Marie Morel (1703-1772) est seigneur de Vitry-la-Ville. Il est inhumé à l'intérieur de la collégiale Notre-Dame-en-Vaux à Châlons-en-Champagne. Son fils Jean-Charles Morel (1738-1791), seigneur de Vitry-la-Ville, Vouciennes, Cheppe, Glacourt et Saint-Martin en partie, meurt sans enfant de son épouse Anne du Pasquier de Dommartin (1735-   ). Le château passe donc entre les mains de la famille du Boys de Riocour par le mariage de Antoine François du Boys de Riocour (1724-1796) avec Madeleine Jeanne Claire Morel (1735-1812), sœur du précédent seigneur. Les descendants de cette famille sont enterrés dans la chapelle en face de l'église Saint-Pierre du village.
Les comparants de l'assemblée générale des trois ordres du 12 mars 1789 du bailliage de Châlons-sur-Marne sont, pour la commune de Vitry-la-ville : M. Gérard, curé de « Méry », représentant de Somat, curé de Vitry-la-Ville, pour l'ordre du clergé ; Jean-Charles Morel, chevalier et seigneur de Vitry-la-Ville, Vouciennes..., pour l'ordre de la noblesse ; Jean-Baptiste Pain et Pierre Geronde, pour l'ordre du tiers-état. Les comparants pour Vouciennes sont les mêmes sauf pour l'ordre du tiers-état, il s'agit en effet de Simon Cagnon et Jean-Baptiste Baillat. 
Vitry-la-Ville a possédé sa propre gare sur la ligne de Paris-Est à Strasbourg-Ville ; cette gare est désormais fermée aux voyageurs. Seuls subsistent le bâtiment voyageurs, ainsi qu'un embranchement particulier aboutissant à l'usine Omya d'Omey.
En 1969, l'ancienne commune de Vouciennes est intégrée à la commune. Elle comptait une trentaine d'habitants.

## Politique et administration

### Rattachement cantonal
Lors de la création des cantons, la commune rejoint celui de Pogny. Celui-ci étant supprimé en 1801, Vitry-la-Ville intègre le canton d'Écury-sur-Coole. Dans le cadre du redécoupage cantonal de 2014 en France, la commune fait désormais partie du Canton de Châlons-en-Champagne-3.

### Intercommunalité
La commune, antérieurement membre de la Communauté de communes de la Guenelle, est membre, depuis le 1er janvier 2014, de la Communauté de communes de la Moivre à la Coole.
En effet, conformément au schéma départemental de coopération intercommunale de la Marne du 15 décembre 2011, cette Communauté de communes de la Moivre à la Coole est issue de la fusion, au 1er janvier 2014, de la Communauté de communes de la Vallée de la Coole, de  la Communauté de communes de la Guenelle, de la Communauté de communes du Mont de Noix et de la Communauté de communes de la Vallée de la Craie.

### Liste des maires
| Période                                  | Période                      | Identité             | Étiquette | Qualité                                             |
| ---------------------------------------- | ---------------------------- | -------------------- | --------- | --------------------------------------------------- |
| Les données manquantes sont à compléter. |                              |                      |           |                                                     |
| avant 1834                               | ?                            | M. Dubois de Riocour |           | Conseiller d'arrondissement Maire de Vitry-la-Ville |
|                                          | 1876                         | Du Boys Arrouart     |           | Vitry Vouciennes                                    |
| avant 1876                               | après 1877                   | de Riocourt Arrouart |           | Vitry Vouciennes                                    |
| 1995                                     | 2008                         | Alain Boban          |           |                                                     |
| 2008                                     | En cours (au 4 juillet 2014) | André Mellier        |           | Réélu pour le mandat 2014-2020                      |

## Équipements et services publics

### Eau et déchets
L'approvisionnement en eau potable et l'assainissement des eaux usées sont des compétences de la communauté de communes de la Moivre à la Coole. La commune de Vitry-la-Ville est alimentée en eau potable par le captage du puits « La Côte des Prés » à Coupetz ; l'approvisionnement en eau potable est délégué à Veolia. L'assainissement y est non collectif.
Le service public des déchets est assuré par le Syndicat mixte du Sud-Est Marnais (SYMSEM), qui a mis en place une redevance incitative. La collecte des ordures ménagères résiduelles (en bacs noirs pucés ou en sacs rouges prépayés) et des emballages ménagers recyclables (en sacs jaunes) est réalisée en porte à porte. Le SYMSEM adhérant au syndicat de valorisation des ordures ménagères de la Marne (SYVALOM), ces déchets sont amenés en centre de transfert à Sainte-Menehould ou Vitry-en-Perthois, puis valorisés sur le site de La Veuve. La collecte du verre se fait en apport volontaire, avant transformation dans une usine de Reims. Pour les déchets volumineux ou dangereux, le SYMSEM met à disposition de ses habitants une plateforme de déchets verts et gravats, à Saint-Amand-sur-Fion, ainsi que 12 déchèteries, à Arrigny, Courtisols, Givry-en-Argonne, Mairy-sur-Marne, Pargny-sur-Saulx, Pogny, Sainte-Menehould, Thiéblemont-Farémont, Valmy, Vanault-les-Dames, Villers-en-Argonne et Ville-sur-Tourbe.

### Enseignement
Vitry-la-Ville fait partie de l'académie de Reims.
Vitry-la-Ville compte une école maternelle, installée rue de la Libération et accueillant 35 élèves (chiffres 2024-2025). La commune dépend ensuite de l'école élémentaire de Mairy-sur-Marne, installée rue du Moutier et accueillant 88 élèves (chiffres 2024-2025). Ces deux établissements font l'objet d'un regroupement pédagogique et sont fréquentés par les écoliers de Cheppes-la-Prairie, Mairy-sur-Marne, Saint-Martin-aux-Champs, Sogny-aux-Moulins, Togny-aux-Bœufs et Vitry-la-Ville.
Les enfants de Vitry-la-Ville sont ensuite rattachés au collège Nicolas Appert et au lycée Jean Talon, tous les deux situés à Châlons-en-Champagne.

### Postes et télécommunications
Deux boîtes aux lettres de La Poste se trouvent sur le territoire de la commune, rue du Moulin (Vitry-la-Ville) et ruelle des Prés (Vouciennes). Les bureaux de poste les plus proches sont situés à La Chaussée-sur-Marne et Mairy-sur-Marne, à environ 5 km de Vitry-la-Ville.

### Justice, sécurité et secours
Du point de vue judiciaire, Vitry-la-Ville relève du conseil de prud'hommes, du tribunal de commerce, du tribunal judiciaire, du tribunal paritaire des baux ruraux et du tribunal pour enfants de Châlons-en-Champagne, dans le ressort de la cour d'appel de Reims. Pour le contentieux administratif, la commune dépend du tribunal administratif de Châlons-en-Champagne et de la cour administrative d'appel de Nancy.
Vitry-la-Ville est située en secteur Gendarmerie nationale. La brigade de gendarmerie de Vitry-la-Ville est compétente sur 19 communes.
En matière d'incendie et de secours, la commune dépend du Service départemental d'incendie et de secours (SDIS) de la Marne.

## Population et société

### Démographie
L'évolution du nombre d'habitants est connue à travers les recensements de la population effectués dans la commune depuis 1793. Pour les communes de moins de 10 000 habitants, une enquête de recensement portant sur toute la population est réalisée tous les cinq ans, les populations de référence des années intermédiaires étant quant à elles estimées par interpolation ou extrapolation. Pour la commune, le premier recensement exhaustif entrant dans le cadre du nouveau dispositif a été réalisé en 2008.

En 2022, la commune comptait 368 habitants, en évolution de +0,27 % par rapport à 2016 (Marne : −1,19 %, France hors Mayotte : +2,11 %).
| 1793 | 1800 | 1806 | 1821 | 1831 | 1836 | 1841 | 1846 | 1851 |
| ---- | ---- | ---- | ---- | ---- | ---- | ---- | ---- | ---- |
| 169  | 142  | 148  | 129  | 192  | 197  | 198  | 208  | 236  |

| 1856 | 1861 | 1866 | 1872 | 1876 | 1881 | 1886 | 1891 | 1896 |
| ---- | ---- | ---- | ---- | ---- | ---- | ---- | ---- | ---- |
| 235  | 231  | 225  | 221  | 216  | 245  | 242  | 225  | 201  |

| 1901 | 1906 | 1911 | 1921 | 1926 | 1931 | 1936 | 1946 | 1954 |
| ---- | ---- | ---- | ---- | ---- | ---- | ---- | ---- | ---- |
| 206  | 212  | 225  | 208  | 215  | 208  | 222  | 205  | 215  |

| 1962 | 1968 | 1975 | 1982 | 1990 | 1999 | 2006 | 2008 | 2013 |
| ---- | ---- | ---- | ---- | ---- | ---- | ---- | ---- | ---- |
| 243  | 216  | 224  | 229  | 354  | 341  | 361  | 367  | 359  |

| 2018 | 2022 | - | - | - | - | - | - | - |
| ---- | ---- | - | - | - | - | - | - | - |
| 388  | 368  | - | - | - | - | - | - | - |

## Culture locale et patrimoine

### Lieux et monuments
- Le château de Vitry-la-Ville des XVIIe et XVIIIe siècles, avec sa remarquable grille datée 1610[réf. nécessaire], ses douves et son jardin à la française du XVIIe siècle[54]. Il est inscrit en 1990 en tant que monument historique[55].
- L'église Saint-Pierre accueille deux autels-retables en bois taillé du XVIIIe siècle, l'un dédié à la Vierge, l'autre à Saint Pierre, qui sont classés monument historique au titre objet[56].
- La chapelle des du Boys comtes de Riocour.
- Une glacière du XVIIe siècle, rénovée en 2019.
- Vers Pogny, un beau moulin à eau du XIXe siècle.

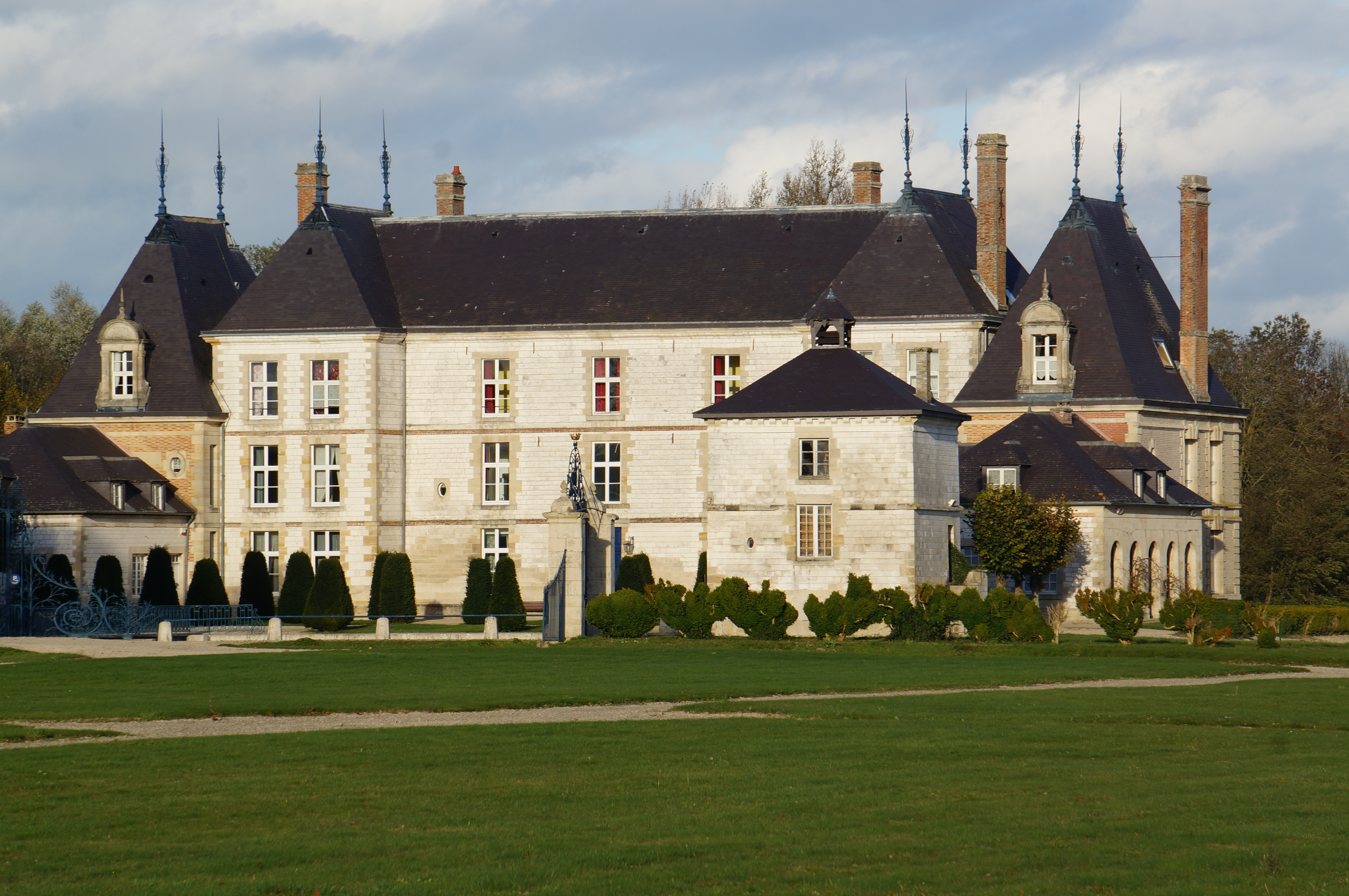
Le château.
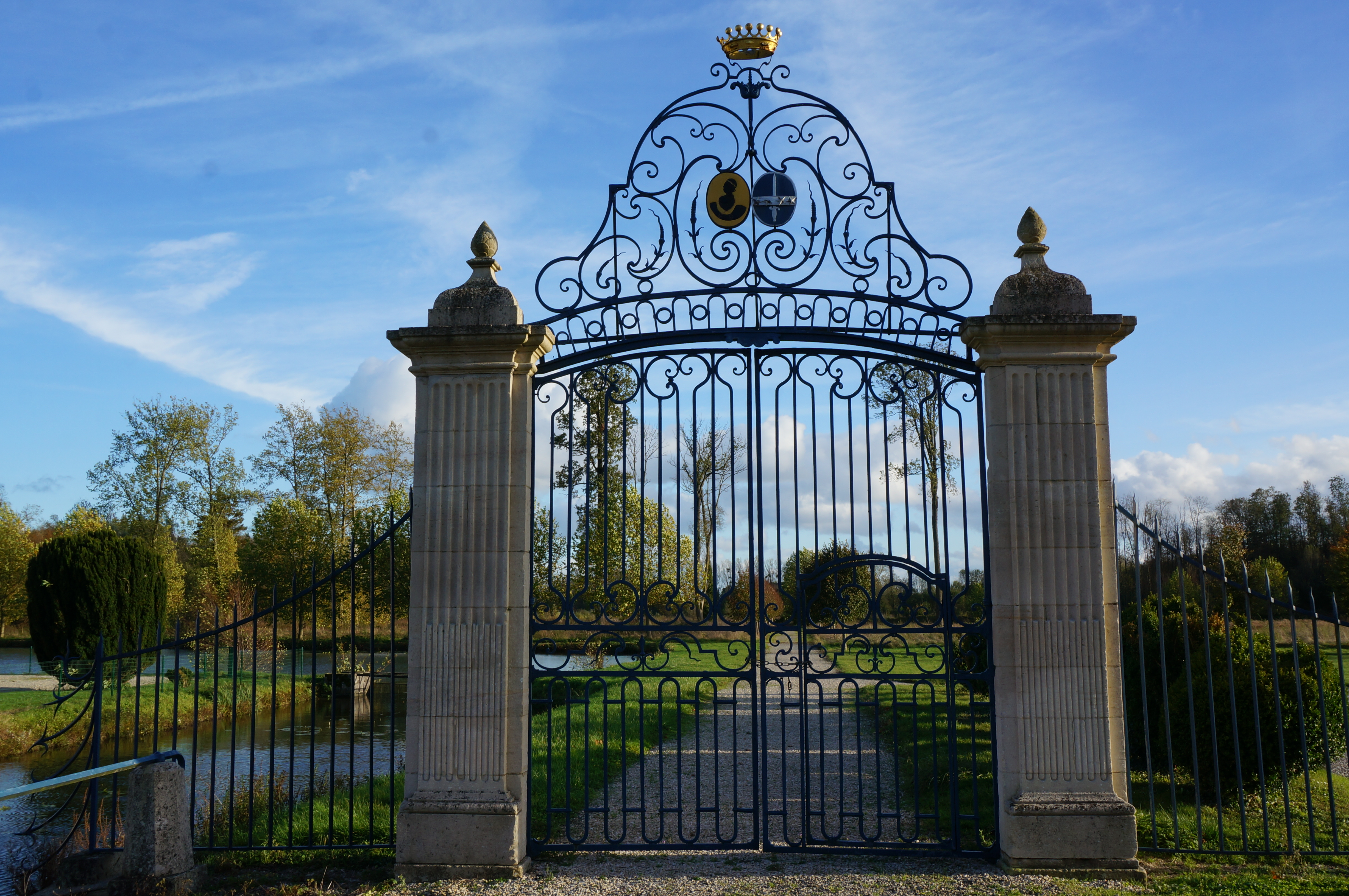
Sa grille.
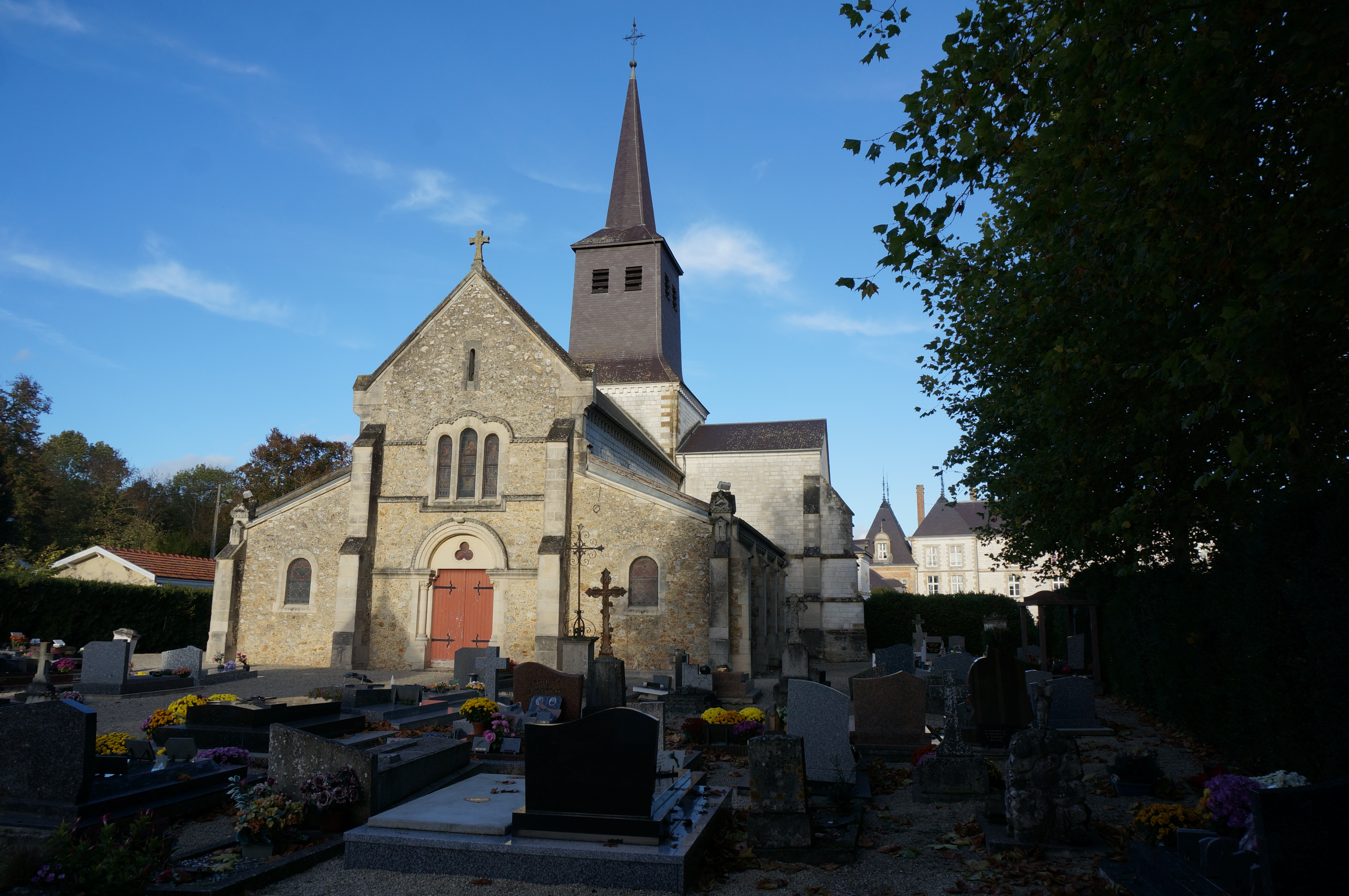
L'église.